# 康斯坦丁·杜米特雷斯库
康斯坦丁·杜米特雷斯库（羅馬尼亞語：Constantin Dumitrescu，1931年3月14日—），罗马尼亚男子拳击运动员。他曾代表罗马尼亚参加1956年夏季奥林匹克运动会拳击比赛，获得男子63.5公斤级铜牌。